# Stefano Anzi
Stefano Anzi (ur. 21 maja 1949 w Bormio) – włoski narciarz alpejski. Jego najlepszym rezultatem na mistrzostwach świata było 7. miejsce w zjeździe na mistrzostwach świata w Sankt Moritz. Zajął także 11. miejsce w zjeździe na igrzyskach w Sapporo w 1972 r. Najlepsze wyniki w Pucharze Świata osiągnął w sezonie 1970/1971, kiedy to zajął 19. miejsce w klasyfikacji generalnej, a w klasyfikacji zjazdu był siódmy.

## Sukcesy

### Puchar Świata

#### Miejsca w klasyfikacji generalnej
- 1969/1970 – 50.
- 1970/1971 – 19.
- 1973/1974 – 21.

#### Miejsca na podium
1. Sugarloaf – 18 lutego 1971 (zjazd) – 3. miejsce
2. Sugarloaf – 19 lutego 1971 (zjazd) – 1. miejsce
3. Kitzbühel – 26 stycznia 1974 (zjazd) – 2. miejsce